# Trentepohlia (Mongoma) dybasiana
Trentepohlia (Mongoma) dybasiana is een tweevleugelige uit de familie steltmuggen (Limoniidae). De soort komt voor in het Australaziatisch gebied.